# Is It True?
Is It True? är en sång av den isländska sångerskan Jóhanna Guðrún Jónsdóttir och representerade Island i Eurovision Song Contest 2009, i Moskva. Sången är skriven av Óskar Páll Sveinsson och slutade i finalen på andra plats efter Alexander Rybaks Fairytale från Norge.

## Listplaceringar
| Lista (2009)        | Topplacering |
| ------------------- | ------------ |
| Belgien (Flandern)  | 23           |
| Belgien (Vallonien) | 15           |
| Danmark             | 16           |
| Finland             | 4            |
| Norge               | 3            |
| Schweiz             | 9            |
| Sverige             | 2            |

### Fotnoter
1. ↑  Calleja Bayliss, Marc (14 februari 2009). ”Söngvakeppni Sjónvarpsins - Jóhanna to Moscow”. Oikotimes. Arkiverad från originalet den 18 februari 2009. https://web.archive.org/web/20090218035514/http://oikotimes.com/v2/index.php?file=articles&id=5125. Läst 14 februari 2009.
2. ↑  Klier, Marcus (14 februari 2009). ”Iceland: Eurovision entrant chosen”. ESCToday. Arkiverad från originalet den 15 februari 2009. https://web.archive.org/web/20090215194341/http://esctoday.com/news/read/13244. Läst 14 februari 2009.
3. ↑  Dahlander, Gustav (14 februari 2009). ”Case closed – Is It True for Iceland!”. Eurovision.tv. http://www.eurovision.tv/page/news?id=1922. Läst 14 februari 2009.
4. ↑  ”Listplacering”. http://www.ultratop.be/nl/showitem.asp?interpret=Yohanna&titel=Is+It+True%3F&cat=s. Läst 5 maj 2011.
5. ↑  ”Listplacering”. http://www.ultratop.be/fr/showitem.asp?interpret=Yohanna&titel=Is+It+True%3F&cat=s. Läst 5 maj 2011.
6. ↑  ”Listplacering”. Arkiverad från originalet den 24 februari 2012. https://web.archive.org/web/20120224134507/http://danishcharts.com/showitem.asp?interpret=Yohanna&titel=Is+It+True%3F&cat=s. Läst 5 maj 2011.
7. ↑  ”Listplacering”. http://finnishcharts.com/showitem.asp?interpret=Yohanna&titel=Is+It+True%3F&cat=s. Läst 5 maj 2011.
8. ↑  ”Listplacering”. http://norwegiancharts.com/showitem.asp?interpret=Yohanna&titel=Is+It+True%3F&cat=s. Läst 5 maj 2011.
9. ↑  ”Listplacering”. http://hitparade.ch/showitem.asp?interpret=Yohanna&titel=Is+It+True%3F&cat=s. Läst 5 maj 2011.
10. ↑  ”Listplacering”. http://swedishcharts.com/showitem.asp?interpret=Yohanna&titel=Is+It+True%3F&cat=s. Läst 5 maj 2011.